# Drongan
Drongan är en by i East Ayrshire i Skottland. Byn är belägen 99,4 km 
från Edinburgh. Orten har 3 170 invånare (2016).